# فهرست‌های کتاب‌ها

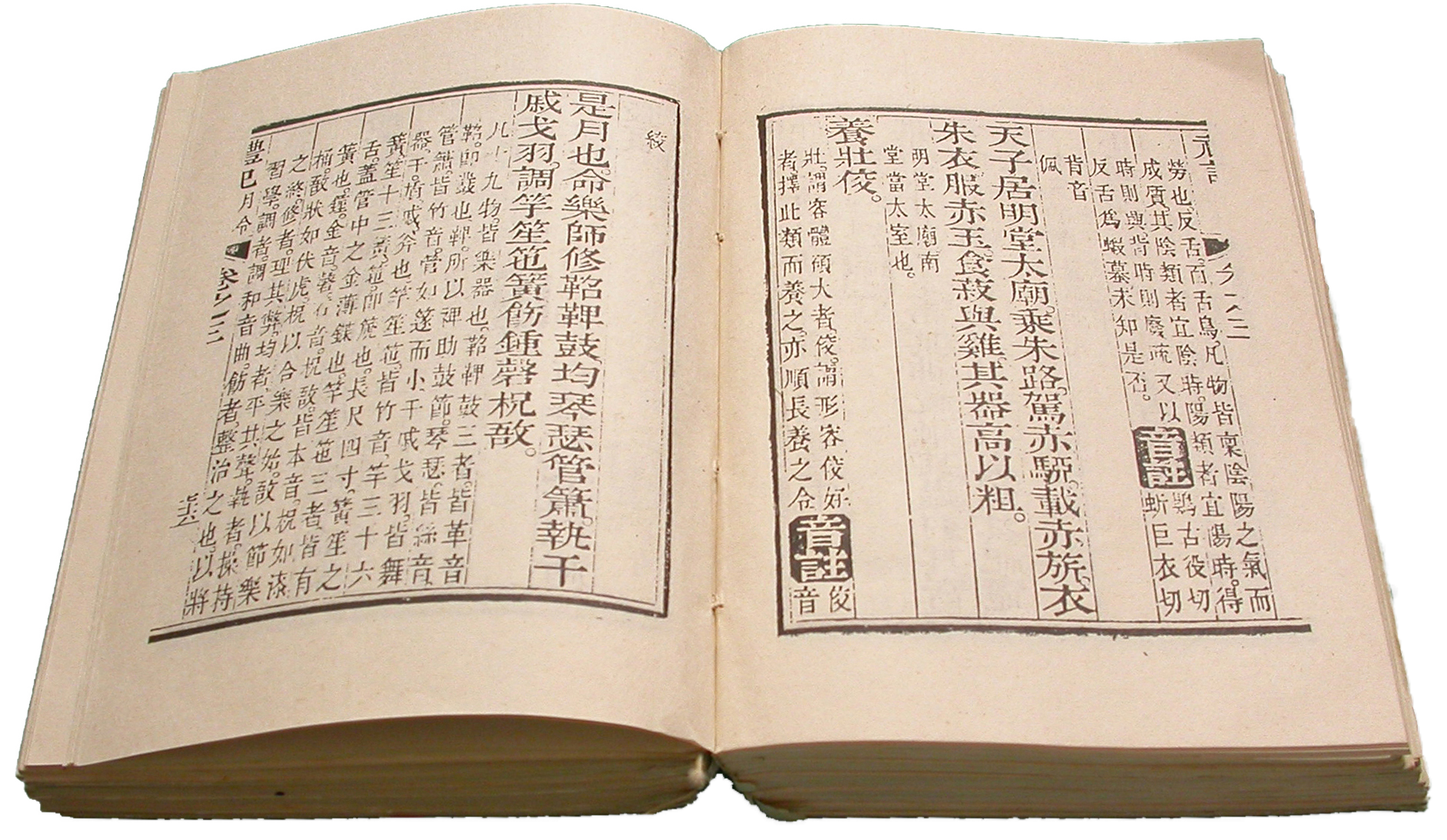
کتابی قدیمی

فهرستی از فهرست‌های کتاب‌ها:
- فهرست کتاب‌ها برپایه موضوع
- فهرست کتاب‌ها برپایه زبان

## فهرستهای خاص
- فهرست کتاب‌های فارسی
- فهرست کتاب‌ها و مطبوعات ممنوع در ایران
- فهرست کتاب‌های درباره تهران
- فهرست کتاب‌های شیعه
- فهرست کتاب‌های ارمنی ترجمه‌شده به فارسی